# Robert Woodrow Wilson
Robert Woodrow Wilson (født 10. januar 1936) er en amerikansk astronom, der sammen med Arno Allan Penzias, opdagede kosmisk baggrundsstråling i 1964. Sammen modtog de nobelprisen i fysik i 1978 for deres opdagelse.
Mens han arbejdede på en ny type antenne på Bell Labs i Holmdel Township, New Jersey, fandt de, at kilden til lyd i atmosfæren ikke kunne forklares. Efter at have fjernet alle potentielle kilder til lyd, inklusive fugleklatter på antennen, blev lyder til sidst identificeret som kosmisk baggrundsstråling, hvilket blev bekræftelse af Big Bang-teorien.